# Onthophagus obliviosus
Onthophagus obliviosus är en skalbaggsart som beskrevs av Vladimir Balthasar 1935. Onthophagus obliviosus ingår i släktet Onthophagus och familjen bladhorningar. Inga underarter finns listade i Catalogue of Life.